# کلارا کولوسیمو
کلارا کولوسیمو (انگلیسی: Clara Colosimo؛ ۲۳ مهٔ ۱۹۲۲ – ۱۵ ژوئن ۱۹۹۴) یک بازیگر اهل ایتالیا بود. 
از فیلم‌هایی که وی در آن نقش داشته است، می‌توان به دوران کودکی، حرفه و نخستین تجربه جاکومو کازانووا، اهل ونیز، معضل بزرگ، پدر عزیز، ساتیریکون فلینی، ۱۹۰۰، ساتیریکون، فراسوی نیک و بد، طلاق، مادام کاملیا، مشکل پُردردسر، کافه اکسپرس، معلم مدرسه در خانه، اقدام بی‌سروصدا، رودخانه تمساح بزرگ، هیکل دختر زیبا، نخستین شیره زفاف و هیولا اشاره کرد.